# Lorrin A. Cooke

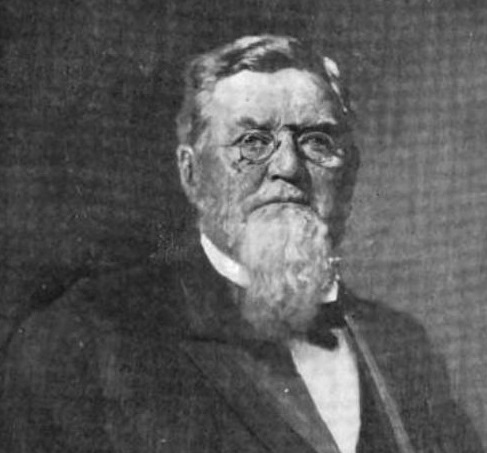
Lorrin A. Cooke

Lorrin Alamson Cooke (* 6. April 1831 in New Marlborough, Berkshire County, Massachusetts; † 12. August 1902 in Winsted, Connecticut) war ein US-amerikanischer Politiker und von 1897 bis 1899 Gouverneur des US-Bundesstaates Connecticut. Er war Mitglied der Republikanischen Partei.

## Frühe Jahre und politischer Aufstieg
Lorrin Cooke besuchte die Norfolk Academy in Connecticut und unterrichtete später an Connecticuts öffentlichen Schulen. Er entschied sich 1856, eine politische Laufbahn einzuschlagen, und kandidierte für einen Sitz im Repräsentantenhaus von Connecticut, wo er nach erfolgreicher Wahl ein Jahr tätig war. Ferner war er zwischen 1883 und 1885 Mitglied des Senats von Connecticut sowie zwischen 1884 und 1885 dessen Präsident. Er war auch zwischen 1885 und 1887 Vizegouverneur von Connecticut, sowie erneut zwischen 1895 und 1897.

## Gouverneur von Connecticut
Cooke gewann 1896 die Gouverneursnominierung der Republikaner und wurde kurze Zeit später zum Gouverneur von Connecticut gewählt. Während seiner Amtszeit befürwortete er die Verschärfung der Subventionen auf öffentliche Fördermittel zu Reduzierung des erheblichen Budgetdefizits seiner übernommenen Administration. Cooke war in seinen Versuchen, einen kapitalstarken Staatshaushalt zu hinterlassen, erfolgreich, wie auch bei den zunehmenden Regierungsausgaben, die eine Folge des Ausbruchs vom Spanisch-Amerikanischen Kriegs waren. Am 4. Januar 1899 verließ er sein Amt, zog sich aus dem öffentlichen Dienst zurück, blieb aber in der Gemeinde aktiv.
Lorrin A. Cooke verstarb am 12. August 1902 in Winsted. Er war zwei Mal verheiratet und zwar mit Matilda E. Webster, und Josephine E. Ward. Aus den beiden Verbindungen gingen drei Kinder hervor.